# 3417 Tamblyn
3417 Tamblyn eller 1937 GG är en asteroid i huvudbältet, som upptäcktes 1 april 1937 av den tyske astronomen Karl Wilhelm Reinmuth i Heidelberg. Den har fått sitt namn efter den amerikanske astronomen Peter Tamblyn.
Asteroiden har en diameter på ungefär 4 kilometer.